# La Gaceta Argentina
La Gaceta Argentina fue el primer y único periódico argentino editado y publicado en Puerto Argentino/Stanley, en las islas Malvinas, durante el conflicto del Atlántico Sur de 1982.

## Historia
Fue creado por Mario Benjamín Menéndez, gobernador militar de las islas, el 7 de mayo de 1982 designando al capellán castrense fray Salvador Santore como director y al capitán Fernando Orlando Rodríguez Mayo como subdirector y oficial de prensa de la gobernación. Publicado por el Ejército Argentino, su primera publicación fue el 8 de mayo y la última el 7 de junio.
En su primer número explicó sus objetivos:

…cubrir una necesidad de tipo informativo entre los miembros de las Fuerzas Armadas. Por consiguiente nuestro primer objetivo será informar la verdad, que viene de lo real y da un nuevo sentido histórico y social a estas tierras malvinenses.

La primera página del número ocho incluyó una segunda parte de la primera editorial:

Por razones de espacio nuestras notas son breves. Las circunstancias así lo exigen. [...] En segundo lugar, la prensa trata de formar opinión. Qué difícil es este objetivo aquí en las Malvinas en este momento. La Gaceta irá, como destinataria, para todos los miembros de las FFAA que no tienen qué leer. Nuestro imperativo es darles algo: información, y después formarles una opinión. [...]

Su primer número fue de tres páginas e incluyó las acciones de la guerra entre el 1 y 7 de mayo. La mayoría de los once números publicados incluyeron un editorial, hechos militares, saldo de las operaciones, avisos varios, noticias nacionales e internacionales, deportes, poesías, avisos del gobernador, saludos y cartas a soldados, entre otros. Su último número, el 11, fue publicado el 7 de junio. La página tres de dicha publicación, incluyó un segmento cultural con un poema con burlas hacia Margaret Thatcher.